# Maskinfabriken Dana
Maskinfabriken Dana war ein dänischer Hersteller von Automobilen.

## Unternehmensgeschichte
Das Unternehmen Maskinfabriken Dana von Hakon Olsen aus Kopenhagen baute von 1908 bis 1914 Automobile.

## Fahrzeuge
Das Modell 6 HP war eine Voiturette mit einem luftgekühlten Einbaumotor von Peugeot. Das Fahrzeug wog nur 260 Kilogramm und entsprach somit ab 1912 der Definition Cyclecar. Die Karosserieform Phaeton bot Platz für zwei Personen. Das Getriebe verfügte über zwei Vorwärtsgänge und einen Rückwärtsgang. Im Angebot standen auch stärkere Modelle, von denen keine Daten bekannt sind.